# Anthony Ravard
Anthony Ravard (Nantes, Francia, 28 de septiembre de 1983) es un ciclista francés.

## Biografía
Anthony Ravard debutó en el ciclismo en 1998 en la categoría cadete 1 en el club Erdre et Loire Cyclisme en Pannecé. Pasó tres años en este club de Nantes. Se convirtió en profesional en el equipo Bouygues Telecom en el año 2005. En su primer año se lució en el Circuito de la Sarthe donde se lleva el maillot de mejor joven y consigue la primera etapa con llegada a Varades. En 2007 recaló en el equipo Agritubel. Su primer año en este equipo fue difícil pero, sin embargo, participó en la París-Roubaix. En 2008, consiguió tres etapas del Tour de Normandía al esprint y la primera etapa del Circuito de la Sarthe, por delante de Thomas Voeckler, donde la meta se situaba a unos veinte kilómetros de su casa. También ganó la Châteauroux Classic de l'Indre.
En 2009, consiguió la primera etapa del Tour de Poitou-Charentes por delante de sus compañeros de escapada Sébastien Joly y Jérôme Pineau. En 2010 fichó por el equipo francés Ag2r La Mondiale.
En 2013, fue operado en mayo de una hernia discal. Regresó a la competición en el mes de julio y puso fin a su carrera deportiva en septiembre después de no haber podido encontrar el nivel que tuvo en 2010 y 2011.

## Palmarés
2004
- Tour de Haut Anjou
- Burdeos-Saintes

2005
- 1 etapa del Circuito de la Sarthe

2008
- 3 etapas del Tour de Normandía
- 1 etapa del Circuito de la Sarthe
- Châteauroux Classic de l'Indre

2009
- 1 etapa del Tour de Poitou-Charentes

2010
- 2 etapas del Circuito de la Sarthe
- 1 etapa del Tour de Poitou-Charentes
- Châteauroux Classic de l'Indre
- París-Bourges

2011
- Estrella de Bessèges
- Châteauroux Classic de l'Indre
- 1 etapa del Tour de Poitou-Charentes

## Resultados en Grandes Vueltas y Campeonatos del Mundo
| Carrera         | Carrera         | 2005 | 2006 | 2007 | 2008 | 2009 | 2010 | 2011 | 2012 | 2013 |
| --------------- | --------------- | ---- | ---- | ---- | ---- | ---- | ---- | ---- | ---- | ---- |
|                 | Giro de Italia  | —    | —    | —    | —    | —    | Ab.  | —    | —    | —    |
|                 | Tour de Francia | —    | —    | —    | —    | —    | —    | —    | —    | —    |
|                 | Vuelta a España | —    | —    | —    | —    | —    | —    | —    | —    | —    |
| Mundial en Ruta | Mundial en Ruta | —    | —    | —    | —    | —    | —    | 13.º | —    | —    |

—: no participa

Ab.: abandono